# Гай Вибий Постум
Гай Ви́бий По́стум (лат. Gaius Vibius Postumus; умер после 15 года) — политический деятель эпохи ранней Римской империи.

## Биография
Постум происходил из италийского города Ларин; известно, что его отца звали Гай Вибий Постум. Братом Постума, возможно, был консул-суффект 8 года Авл Вибий Габит. В 5 году Гай занимал должность консула-суффекта совместно с Гаем Атеем Капитоном. С 8/9 по 11 год он находился на посту легата-пропретора Далмации, где принимал участие в заключительном этапе подавления Великого Иллирийского восстания. В 12—15 годах Постум был проконсулом провинции Азия.